# 第聂伯罗彼得罗夫斯克州国家管理局
第聂伯罗彼得罗夫斯克州国家管理局（烏克蘭語：Дніпропетровська обласна державна адміністрація）是第聂伯罗彼得罗夫斯克州的地方行政權力機構，於其職權範圍內在第聂伯罗彼得罗夫斯克州上行使行政權，並行使有關州拉达（州議會）授予的權力。
第聂伯罗彼得罗夫斯克州国家管理局的最高長官是第聂伯罗彼得罗夫斯克州州长，由乌克兰总统根据乌克兰总理推荐任命官员，任期四年。现任州长是谢尔盖·雷萨克，于2023年2月7日就任。 

## 職責
第聂伯罗彼得罗夫斯克州国家管理局負責：
- 執行憲法、烏克蘭法律、烏克蘭總統法令、烏克蘭內閣、其他最高行政機關；
- 維持法律和秩序，尊重公民的權利和自由；
- 實施國家和地區的社會經濟和文化發展計劃、環境保護計劃；
- 區域預算的編制和執行；
- 報告區域預算和相關計劃的執行情況；
- 與地方政府的互動；
- 行使國家授予的其他權力，以及有關理事會授予的權力。

## 标注
1. ↑  Zelensky appoints Reznichenko as head of Dnipropetrovsk region （页面存档备份，存于）, Ukrinform (11 December 2020)

## 资料来源
- （页面存档备份，存于） World Statesmen.org